# Evrimenes (Larisa)
Evrymenes  este un oraș în Grecia în prefectura Larisa. Reședința sa este Stomio.